# آستون مارتن لاجوندا
أستون مارتن لاجوندا هي سيارة سيدان فاخرة كبيرة الحجم بأربعة أبواب بدأت بإنتاجها الشركة البريطانية آستون مارتن في 1974 إلى 1990، وتم إنتاج 645 نسخة بالمجمل. يشتق الاسم من العلامة التجارية لاجوندا التي اشترتها أستون مارتن في عام 1947. وتنقسم الى جيلين؛ التصميم الأول لم يستمر لفترة طويلة وتم إنتاجه في عام 1974 وكان يعتمد على محرك آستون مارتن بثمان اسطوانات V8، وتم إنتاج الجيل الثاني عُقب عامين من الجيل الأول بتصميم جديد بالكامل ذو شكل إسفيني حاد، وتم إنتاجه في عام 1976.
في عام 2014، أطلقت أستون مارتن طراز لاجوندا جديد يسمى لاجوندا تاراف كخليفة للجيل القديم في سوق الشرق الأوسط، والذي تم بيعه عن طريق دعوات فقط. اعتبارًا من عام 2024، لا يزال هناك 78 لاجوندا مسجلة في المملكة المتحدة، على الرغم من أن51 منها غير مسجلة للاستخدام الروتيني للطرق.

## تاريخ
كانت شركة أستون مارتن تواجه ضغوطًا مالية في منتصف سبعينيات القرن العشرين، حيث كانت بأمس الحاجة للمال. آستون مارتن كانت تصنع السيارات الرياضية بأربع مقاعد 2+2، ولكن لاجوندا كانت عبارة عن سيارة سيدان بأربعة أبواب. بمجرد طرحها جذبت مئات الودائع وعززت احتياطيات أستون مارتن النقدية.

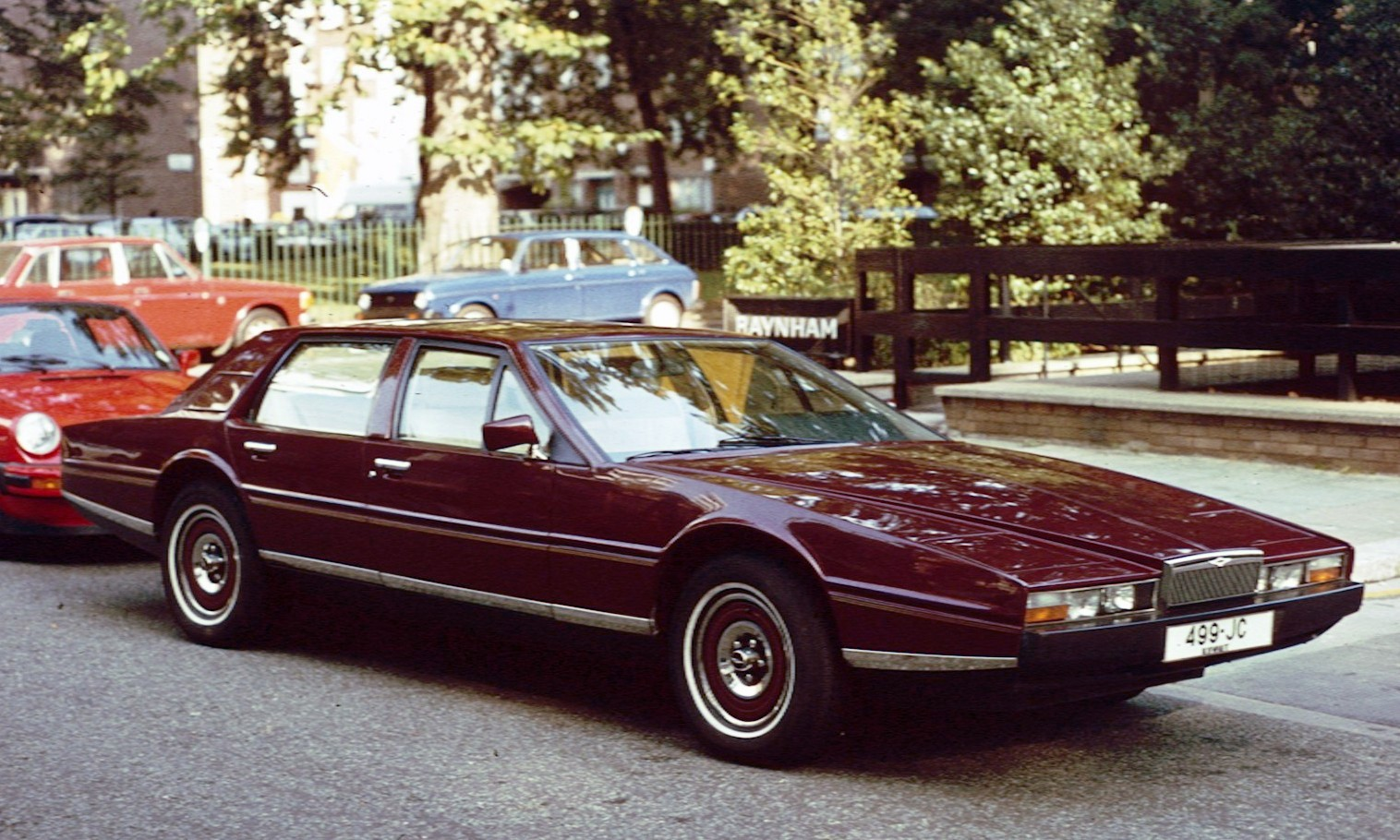
كان التصميم الإسفيني في عام 1976 متناقضًا بشكل حاد مع السيارات الأخرى في تلك الحقبة

### النسخة الأولى (1974–1975)

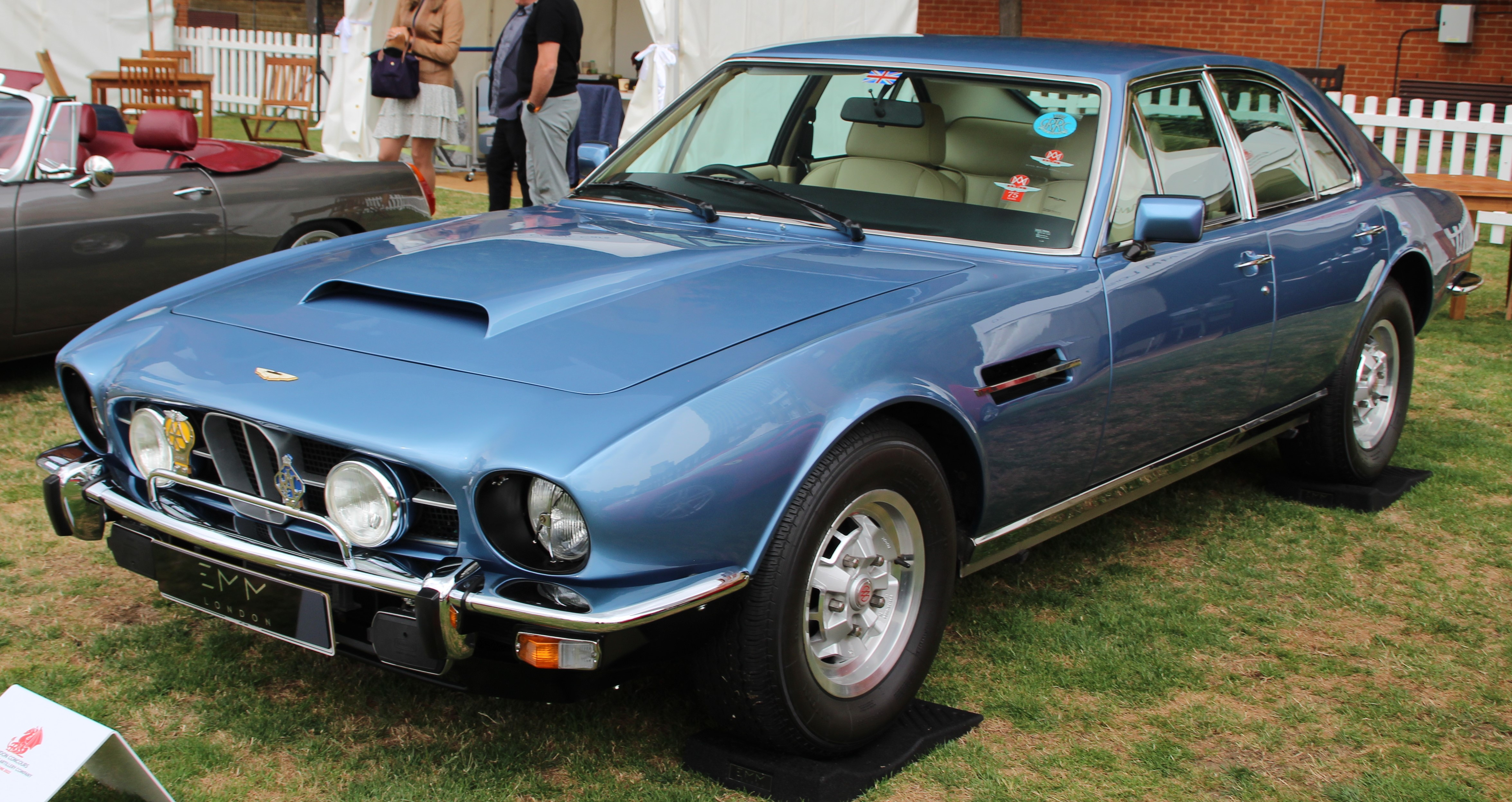
كانت سلسلة لاجوندا الأولى في الأساس مجرد نسخة بأربعة أبواب من أستون مارتن V8

#### المواصفات (النسخة الأولى)
- المحرك وقوة المحرك: 5.3 لتر 5,340 سم3 (326 بوصة3) DOHC V8 ، 280 حصان (209 كـو؛ 284 PS), 301 رطل·قدم (408 ن·م) من عزم الدوران
- السرعة القصوى: 240 كم/س (149 ميل/س)
- 0–97 كم/ساعة (0–60 ميل في الساعة): 6.2 ثانية
- الطول: 4,928 مـم (194.0 بوصة)
- قاعدة العجلات: 2,910 مـم (114.6 بوصة)
- العرض: 1,829 مـم (72.0 بوصة)
- الارتفاع: 1,323 مـم (52.1 بوصة)
- الوزن: 2,000 كـغ (4,409 رطل)

### النسخة الثانية (1976–1985)

#### المواصفات (النسخة الثانية)
- المحرك وقوة الإخراج: 5.3 ل 5,340 سم3 (326 بوصة3) DOHC V8 ، 280 حصان (209 كـو؛ 284 PS) عند 5000 دورة في الدقيقة، 302 رطل·قدم (409 ن·م) من عزم الدوران عند 3000 دورة في الدقيقة
- السرعة القصوى: 230 كم/س (143 ميل/س)
- 0–97 كم/ساعة (0–60 ميل في الساعة): 8.8 ثانية[4]
- الطول: 5,281 مـم (207.9 بوصة)
- قاعدة العجلات: 2,916 مـم (114.8 بوصة)
- العرض: 1,791 مـم (70.5 بوصة)
- الارتفاع: 1,302 مـم (51.3 بوصة)
- الوزن: 2,023 كـغ (4,460 رطل)

## روابط خارجية
- شبكة لاجوندا